# Microregione di Muriaé
Muriaé è una microregione del Minas Gerais in Brasile, appartenente alla mesoregione di Zona da Mata.

## Comuni
È suddivisa in 20 comuni:
- Antônio Prado de Minas
- Barão de Monte Alto
- Caiana
- Carangola
- Divino
- Espera Feliz
- Eugenópolis
- Faria Lemos
- Fervedouro
- Miradouro
- Miraí
- Muriaé
- Orizânia
- Patrocínio do Muriaé
- Pedra Dourada
- Rosário da Limeira
- São Francisco do Glória
- São Sebastião da Vargem Alegre
- Tombos
- Vieiras